# Philippe Vuillemin
Philippe Vuillemin (Marseille, 8 september 1958) is een Franse stripauteur.

## Carrière
Philippe Vuillemin publiceerde zijn eerste strips in het blad L'Écho des savanes in 1977. Daarna werkte hij ook voor de bladen Charlie Hebdo en Hara-Kiri. Albums van zijn werk verschenen bij uitgeverij Les éditions du square. In 1983 begon Vuillemin opnieuw te tekenen voor L'Echo des savanes. Hij tekende er zijn Sales blagues en ook enkele langere verhalen. Vuillemin creëerde personages als Ramon Lopez, Ted Yoplait, Jex Tampon, Oscar Bosco en zijn bekendste creatie, Raoul Teigneux. Met zijn enorme vetkuif en zijn haaienlach is Raoul Teigneux als een moderne barbaar, wreed, gewelddadig en zonder genade. Hij is het prototype van de antihelden van Vuillemin, die een bijtende, zwarte humor combineert met een donkere, morsige stijl die in Frankrijk weleens de "ligne crade" (vuile lijn) wordt genoemd. Vuillemin werkt zo in de traditie van Jean-Marc Reiser.
Het werk van Philippe Vuillemin werd bekroond met de Grote Prijs van het Internationaal Stripfestival van Angoulême in 1995.
Naast zijn stripwerk was Vuillemin ook actief als acteur (in Le mystère d'Alexina van René Ferret), als gitarist in de groep Denis Twist en als schrijver. Zo schreef hij samen met Professeur Choron Les versets sataniques de la Bible in 1989.
- Biblioteca Nacional de España: XX825342
- Bibliothèque nationale de France: cb119287186 (data)
- Catàleg d'autoritats de noms i títols de Catalunya: 981058521848306706
- Gemeinsame Normdatei: 1035783622
- International Standard Name Identifier: 0000 0001 2128 7897
- Library of Congress Control Number: no2003071379
- MusicBrainz: 2fd4ccd3-7042-4776-ac00-4ca9f7c6cc12
- Nationale Bibliotheek van Israël: 987010254686005171
- Nederlandse Thesaurus van Auteursnamen: 085756601
- Istituto Centrale per il Catalogo Unico: CFIV144548
- Système universitaire de documentation: 027190757
- Virtual International Authority File: 39385263
- WorldCat: E39PBJxWTTfkxPgdjvvXyYCRKd